# Mnemonista

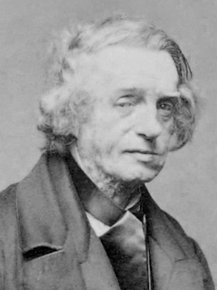
Aimé Paris (1798 - 1866), mnemoinita e inventor de un sistema de taquigrafía.

El término mnemonista hace referencia a una persona que tiene una extraordinaria capacidad para recordar una gran cantidad de datos (p. ej. listas con nombres inusuales de personas, guías telefónicas, pasajes de libros, etcétera). A la mayoría de estas personas se les atribuye un tipo de memoria especial que se ha denominado «memoria eidética», aunque existe cierto debate acerca de si estas habilidades son realmente innatas o si son aprendidas. Sin embargo, muchos mnemonistas han gozado de gran popularidad y han pasado a formar parte de la tradición, los mitos y la cultura popular de su país. Incluso algunos han sido objeto de estudio.

## Mnemonistas
- Alexander Aitken
- Harry Lorayne
- Antonio Magliabecchi
- Johannes Mallow
- Giuseppe Gasparo Mezzofanti
- Dominic O'Brien
- Kim Peek, persona que inspiró al personaje de Raymond en la película Rain Man.
- Ben Pridmore
- Solomón Shereshevski
- Daniel Tammet